# 川红柳
川红柳（学名：Salix haoana）为杨柳科柳属的植物，为中国的特有植物。分布在中国大陆的四川、贵州等地，生长于海拔500米至1,900米的地区，常生于沟渠边，目前尚未由人工引种栽培。